# Fritz Dehnberg
Fritz Albin Pettersson Dehnberg, född 15 mars 1897 i Lärbro, Gotlands län, död 18 oktober 1973 i Visby, var en svensk civilingenjör.

## Biografi
Dehnberg var son till köpmannen Axel Valfrid Pettersson (1866–1938) och Emma Charlotta Andersson (född 1866). Han tog studentexamen i Visby 1917 och studerade vid Kungliga Tekniska högskolan (KTH) (E) 1919–1923. Dehnberg var anställd vid Star Electric Motor Company i Newark, New Jersey, USA 1925–1926, vid Continental Electric Company, Inc i Newark 1926–1930 och vid AB Gotlands Kraftverk i Slite från 1931. Han blev senare driftchef. Han var i tjänst vid landstormen på Gotland från 1937 och blev landstormslöjtnant 1939. Dehnberg var även ordförande i Slite köpings byggnadsnämnd och ledamot av Svenska tekniska föreningen.
Han gifte sig den 4 oktober 1926 med Elsa Lindström (1900–1979). De är begravda på Södra kyrkogården i Visby.